# Maria Domenica Fumasoni Biondi
Maria Domenica Fumasoni Biondi (Roma, 6 marzo 1766 – Marino, 22 luglio 1828) è stata un'archeologa italiana.

## Biografia
Maria Domenica Fumasoni viveva a Marino, cittadina dei Castelli Romani, quando conobbe l'archeologo Luigi Biondi: i due si sposarono nel 1792: ebbero un figlio, Francesco Fumasoni Biondi, notaio in Marino e poeta, che ereditò il titolo di marchese concesso al padre dai Savoia in virtù dei suoi servigi.
La Fumasoni Biondi ha avuto il merito di riscoprire la tecnica di tessitura della fibre di amianto: esaminando alcune sepolture di età romana rinvenute presso villa Rufinella a Frascati, scavo del quale si stava occupando il marito, notò una tela di amianto dissotterrata e decifrò il modo in cui era stata tessuta. In seguito espose le sue conclusioni nel 1806 davanti all'accademia dei Lincei, presenti Feliciano Scarpellini, Giambattista Brocchi e Domenico Morichini.
Morì nel 1828, all'età di sessantadue anni.